# B3 Biennale des bewegten Bildes

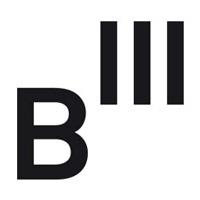
Logo der B3 Biennale

Die B3 Biennale des bewegten Bildes ist ein crossmediales Bewegtbild-Festival, das 2012 startete und seit 2013 alle zwei Jahre, seit 2019 jährlich an verschiedenen Orten in Frankfurt am Main stattfindet. Der Fokus der Biennale liegt auf neuesten Entwicklungen zum bewegten Bild und auf dem Storytelling. Ausgerichtet wird die B3 von der Hochschule für Gestaltung Offenbach am Main. Künstlerischer Leiter ist Bernd Kracke, der Präsident der Hochschule, Leitung der Festivalorganisation und Programmleiterin ist Anna-Katharina Gerson.

## Beschreibung
Die B3 Biennale ist die Nachfolgerin des eDIT Filmmaker’s Festival. 2019 fand die B3 zum ersten Mal gemeinsam mit dem Kulturfestival THEARTS+ auf der Frankfurter Buchmesse statt. 2020 musste die Biennale coronabedingt als hybrides Format abgehalten werden.
Das Programm der Biennale konzentriert sich auf die Felder Film, Kunst, Games und XR. Dabei ist XR, Extended Reality, ein Oberbegriff für Virtual Reality, Augmented Reality und Mixed Reality. Die Biennale zeigt gleichermaßen Auseinandersetzungen mit klassischen linearen Erzählformen wie Filmscreenings und mit neuen Erzählformen wie immersivem und transmedialem Storytelling. Immersive Formate wie Virtual Reality oder FullDome-Filme simulieren ein Eintauchen des Betrachters in die Erzählwelt, während transmediales Erzählen gleichzeitig mehrere Medien nutzt. Dabei kann das Erzählen mit Neuen Medien sowohl linear als auch non-linear, beispielsweise durch einen Korsakow-Film, erfolgen. Zum Programm gehören XR-Arbeiten internationaler Künstler und Medienschaffenden. Des Weiteren zeigt das Festival Videokunst, Medienkunst, Digitale Kunst, experimentelle Computerspiele und FullDome-Screenings.
Neben den Exponaten und Filmvorführungen gibt es Vorträge, Diskussionsrunden, und Workshops rund um crossmediale Themen zum bewegten Bild. Das Festival prämiert Werke aus allen Kategorien mit dem B3 BEN Award.
Zu den in der Vergangenheit gezeigten Exponaten gehören
- 2013 eine sechs Meter breite FullDome-Kuppel für 360-Grad-Video-Projektionen in der Weißfrauen-Diakoniekirche[7]
- 2015 die Weltpremiere des im Zeitraum von 25 Jahren entstandenen Splitscreen-Videos "Die Mauer – Der vertikale Horizont" von Rotraut Pape[8]
- 2017 ein 110 Meter langes Panorama an der Fassade der Städtischen Bühnen Frankfurts mit der Video-Installation "The Great Farce" von Federico Solmi[9]
- 2020: das gesamte Programm war virtuell und die Gespräche (z. B. mit Terry Gilliam und Atom Egoyan) wurden gestreamt und in einem spezifisch für die B3 entwickelten Online-Format präsentiert. Moderatoren wie Johannes Grenzfurthner führten durch den mehrtägigen Event.

## Geschichte
Die Biennale des bewegten Bildes startete 2013 mit dem Leitthema “Expanded Narration. Das Neue Erzählen”. In den sechs Schwerpunkten TV-Serien, Games, Immersion, Transmedia, Kunst und Kino wurde sich mit dem Thema der Expansion des Erzählens und Storytellings auseinandergesetzt. Insgesamt wurden elf Preise in den Kategorien B3 Ehrenpreis für das Lebenswerk, BEN Hauptpreis, BEN Nachwuchspreis sowie Ultrashort #B3expandednarration und #B3live ausgelobt. Den ersten B3 Ehrenpreis erhielt Laurie Anderson.
Die Biennale legte 2015 mit dem Thema “Expanded.Senses. Kunst Körper Kommunikation” ihre Schwerpunkte auf die Kategorien Kunst, Film, TV, Games, Web, Design und Wissenschaft. Ab 2015 nimmt die Biennale auch die Nachwuchsförderung mit ins Programm auf, in diesem Jahr unter dem Namen "Autumn School". Prägend für das Festival war die Kooperation mit der GamesCom und der Chinesischen Zentralakademie der Bildenden Künste Beijing. Die Ausstellung “B3+Beijing: Moving in Time” präsentierte im Juni 2015 60 zeitgenössische chinesische Kunstschaffende in Beijing. In Frankfurt waren im Herbst die zehn Preisträger der Ausstellung auf der Biennale vertreten. Der Ehrenpreis ging in diesem Jahr an Brian Eno.
2017 kristallisierten sich die Schwerpunkte Kunst, Film, Games und Virtual Reality heraus. Die Biennale konnte in diesem Jahr circa 43.000 Besucher verzeichnen. Zentrale Punkte des Festivals waren die Leitausstellung zum Thema „On Desire“ sowie das Lang- und Kurzfilmprogramm. Besonders große Medienresonanz bekam das Medienkunstwerk „The Great Farce“ von Frederico Solmi, einem 110 Meter breitem Videopanorama an der Fassade der Oper Frankfurt.
2019 fand die Leitausstellung „Realities“ des B3-Festivals in Kooperation mit THE ARTS+ auf der Frankfurter Buchmesse statt. Schwerpunkte waren (Video)-Kunst, Film, Immersion, Games, VR/AR/MR und KI. Neben der Leitausstellung präsentierten auch das B3-Kino und die Arbeiten zur Virtual Reality im VR_PARK politische Kommentare und persönliche Lebenswelten zum Schwerpunktthema Realities. Der B3 BEN Award wurde in diesem Jahr auf der Frankfurter Buchmesse verliehen.
2020 musste die B3 Biennale coronabedingt als hybrides Format abgehalten werden. In den Kategorien Film, Art, Games und XR beschäftigten sich Künstler und Medienschaffende mit dem Leitthema „Truths“. Das Film- und Konferenzprogramm wurde virtuell abgehalten. Die Eröffnungsfeier sowie der B3 BEN Awards und die Filmpreisverleihungen wurden aus der Astor Film Lounge in Frankfurt gestreamt.
2021 findet die B3 Biennale erneut coronabedingt vom 15. bis zum 24. Oktober als Online-Format statt. Das Film-, Kunst- und Konferenzprogramm ist in diesem Jahr online verfügbar. Mit dem Leitthema "Identity" haben sich Künstler im Medienkunstprogramm "Forum bewegtes Bild" auseinandergesetzt.
2022 Die B3 Biennale 2022 findet vom 14. bis zum 23. Oktober als Hybrid-Veranstaltung statt. Das Film-, Kunst- und Konferenzprogramm ist auch in diesem Jahr online zugänglich. Unter dem Leitthema "Transformation" haben Künstler Grenzen erforscht, überschritten und neu definiert.
| Jahr | Besucher             | Leitmotiv                                   |
| ---- | -------------------- | ------------------------------------------- |
| 2013 | 15.000               | Expanded Narration. Das neue Erzählen       |
| 2015 | 28.000               | Expanded Senses. Kunst Körper Kommunikation |
| 2017 | 43.000               | On Desire                                   |
| 2019 | 147.000              | Realities                                   |
| 2020 | Hybrid-Veranstaltung | Truths                                      |
| 2021 | Hybrid-Veranstaltung | Identity                                    |
| 2022 | Hybrid-Veranstaltung | Transformation                              |

## B3 BEN Award
Die Gestaltung des Preises ist ein verkleinertes Duplikat einer Skulptur der Reihe „Philosophy’s Self Image“ vom Künstler Trevor Gold (2012).
Hauptpreisträger
- 2013: Laurie Anderson[28]
- 2015: Brian Eno[29]
- 2017: Jonas Mekas & Ingvild Goetz[30]
- 2019: Steve McQueen[31]
- 2020: Willem Dafoe, Anne Imhof[32]
- 2021: Oliver Stone[33], Hito Steyerl[34]
- 2022: Jean-Pierre und Luc Dardenne[35], Christa Sommerer[36] und Laurent Mignonneau
- 2023: Stephen Frears[37]

Aktuelle Kategorien des B3 BEN Awards
- Most Influential Artist
- Best Emerging Talent
- Best VR/AR/MR Experience
- Best Immersive and Time Based Art
- Best Feature Film
- Best Short Film
- Best Documentary

Sowie der B3 Rotraut Pape Inspiration Award. Rotraut Pape war Mitbegründerin der B3 Biennale und verstarb im April 2019. Im selben Jahr wurde der Rotraut Pape Inspiration Award zum ersten Mal verliehen.

## Trailer
- B3 2013 Trailer
- B3 2015 Trailer
- B3 2017 Teaser
- B3 2019 Trailer
- B3 2020 Trailer
- B3 2021 Trailer
- B3 2022 Trailer